# Liljana Wassewa
Liljana Wassewa (bulgarisch Лиляна Васева; * 12. August 1955) ist eine ehemalige bulgarische Ruderin, die eine olympische Silbermedaille gewann.
Die 1,74 m große Liljana Wassewa belegte bei den Europameisterschaften 1973 mit dem bulgarischen Doppelvierer den sechsten Platz. Bei den Weltmeisterschaften 1975 gewann der Vierer mit Steuerfrau in der Besetzung Marijka Modewa, Reni Jordanowa, Liljana Wassewa, Ginka Gjurowa und Steuerfrau Kapka Georgiewa die Silbermedaille mit über drei Sekunden Rückstand auf das Boot aus der DDR. Im  Jahr darauf gewann der bulgarische Vierer in der gleichen Besetzung auch die Silbermedaille bei der Premiere des Olympischen Frauenruderns 1976 in Montreal und wie im Vorjahr hatte der Vierer aus der DDR über drei Sekunden Vorsprung. 